# Whitely's arassari
Whitely's arassari (Aulacorhynchus whitelianus) is een vogel uit de familie Ramphastidae (toekans). Deze vogel is 1882 door Osbert Salvin en Frederick DuCane Godman geldig beschreven en vernoemd naar zijn ontdekker, de Engelse ornitholoog Henry Whitely jr. (1844-1892).

## Verspreiding en leefgebied
Deze soort komt voor in het zuiden van Venezuela en Guyana en telt drie ondersoorten:
- A. w. duidae Chapman, 1929: Mt Duida (zuiden van Venezuela).
- A. w. whitelianus Salvin & Godman, 1882: het zuiden van Venezuela en het noordwesten Guyana.
- A. w. osgoodi Blake, 1941: het zuiden van Guyana.

## Status
De grootte van de populatie is niet gekwantificeerd maar de soort wordt omschreven als niet algemeen voorkomend. Op de Rode lijst van de IUCN heeft deze soort de status niet bedreigd.